# Bob Freedman
Robert M. „Bob“ Freedman (eigentlich Robert Morris, * 1934 in Wollaston, Quincy (Massachusetts) oder Mount Vernon (New York); † 22. Dezember 2018 in Scottsdale (Arizona)) war ein US-amerikanischer Jazzmusiker (Piano, Altsaxophon, Arrangement).

## Leben und Wirken
Freedman wuchs in Massachusetts und in Cranston, Rhode Island auf; zunächst spielte er Klarinette, darauf folgende das Piano. Mit Glenn Millers Method for Orchestral Arranging begann er sich für das Arrangieren zu interessieren. Mit 14 Jahren hatte er erste professionelle Auftritte als Musiker. Während der Ableistung seines Militärdienstes war er in  Arizona stationiert; dort spielte er mit Chet Baker bei regionalen Veranstaltungen der Army. 1953 legte er bei Savoy Records ein erstes Album vor, Piano Moods, an dem Joe Reichgott am Bass und Bob Gibson am Schlagzeug mitgewirkt hatten. Ab Mitte der 1950er-Jahre arbeitete er als Saxophonist und Arrangeur, u. a. für Serge Chaloff, Vido Musso, Maynard Ferguson (A Message from Newport, 1958),  Herb Pomeroy, Woody Herman, Harry Belafonte, Duke Ellington , Thad Jones/Mel Lewis Jazz Orchestra, Paul Simon und Sarah Vaughan. Mit Quincy Jones gewann er 1978 einen Grammy für das Arrangement für die Erkennungsmelodie von The Wiz (Overture Part One). Für drei weitere Grammy erhielt er Nominierungen. In späteren Jahren arrangierte er auch für Wynton Marsalis (Hot House Flowers), Nnenna Freelon, Renee Rosnes, David Fathead Newman, Rebecca Parris, Grover Washington, Jr. und Dianne Reeves. Im Bereich des Jazz war er als Musiker und Arrangeur zwischen 1953 und 2004 an 33 Aufnahmesessions beteiligt. Zuletzt lebte er in Arizona.
Freedman unterrichtete außerdem an der Berklee School of Music; ferner war er musikalischer Leiter in einem Bostoner Aufnahmestudio. Ab 1958 war er Mitglied der ASCAP; zu seinen bekanntesten Kompositionen zählt And We Listened.

## Diskographische Hinweise
- Bob Freedman & His Orchestra: Duke Duke Duke - The Music of Duke Ellington (um 1955)
- Music to Strip By (um 1955), mit Herb Pomeroy, Bill Berry, Bill Legan, Mike DiNapoli,  Alex Cirin, Alan Dawson
- Bob Freedman, Ancient Jazz Quartet: Swinging On Broadway (Hallmark)
- Jonah Jones, Bobby Freedman: Jonah Jones Also Starring Bobby Freedman (Spin-O-Rama)
- The Journeys of Odysseus (1969)